# NHK 니가타 방송국
NHK 니가타 방송국(新潟 放送局)은 니가타현을 방송구역으로 하는 NHK의 지역방송국이며 중파·FM라디오·텔레비전 방송을 담당하고 있다.

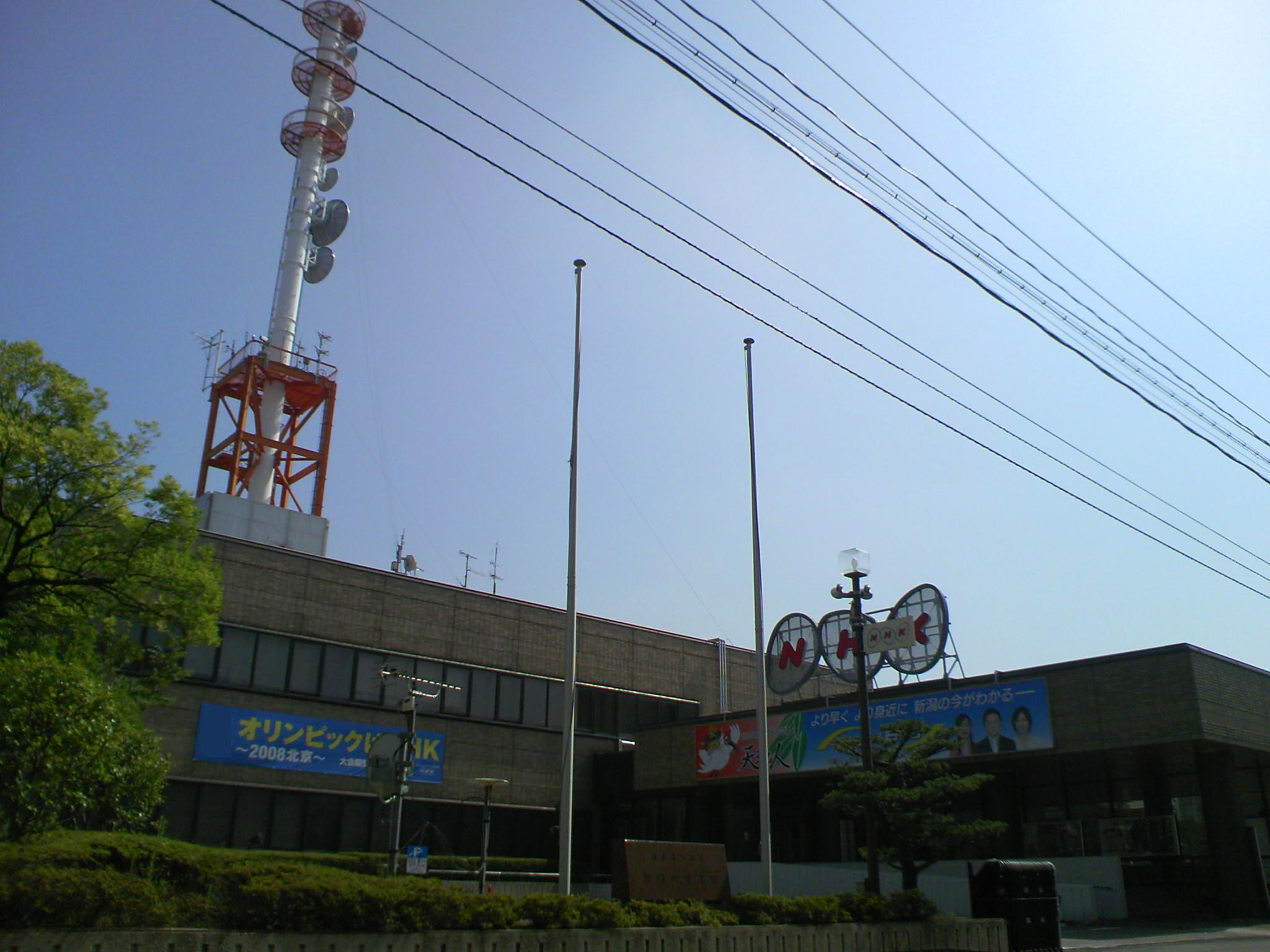
NHK 니가타 방송국

## 개요
- 원래는 현재 NHK 나가노 방송국에서 사용하는 'NK'를 콜사인으로 쓰려 했지만 쓰지 못해 현재의 콜사인 'QK'를 쓰게되었다. 하지만 니가타현민에게는 'QK'가 호감을 얻었다고 한다.
- 라디오 중계국이 있는 곳이 주택가가 되면서 중계국 주변지역에 전파장해가 많이 일어나고 있다.

## 연혁
- 1931년 10월 25일　라디오 제1방송 시험 방송 개시(호출부호 JOQK)
- 1931년 11월 11일　니가타 방송국 개국, 라디오 제1방송 본방송 개시(일본 13번째).
- 1945년 1월 1일 중앙방송국 승격.
- 1945년 5월 1일 중앙방송국에서 보통방송국으로 격하.
- 1946년 9월 1일　라디오 제2방송 개시(지역 NHK 방송국 중 최초)
- 1948년 9월 1일 라디오 제2방송 호출 부호 JOQC로 변경.
- 1949년 1월 1일 라디오 제2방송 호출 부호 JOQB로 변경.
- 1958년 12월 1일 종합 텔레비전 방송 개시(당시 방송채널은 2ch)
- 1962년 4월 1일　아날로그 종합 텔레비전 채널이 8ch로 변경.
- 1962년 11월 1일　아날로그 교육 텔레비전 방송 개시
- 1963년 12월 16일　종합 텔레비전 컬러 방송 개시
- 1964년 4월 1일　교육 텔레비전 컬러 방송 개시
- 1964년 7월 1일　FM방송 개시(실용화 시험 방송).
- 1969년 3월 1일　FM본방송 개시(일본전국 동시시작).
- 1970년 10월 26일　지방뉴스 컬러제작 시작.
- 1972년 2월 22일　지역 프로그램 컬러화 완료.
- 1978년 11월 23일　오전 5시, 국제 전기통신 연합회의 주파수 변경 결정에 따라, 라디오 제1, 제2방송 주파수가 송신소, 중계국 모두 변경된다(라디오 제1：840KHz→837KHz, 라디오 제2：1590KHz→1593KHz).
- 1981년 3월 16일　PCM 디지털 스테레오 회선이 도입되어 FM방송 음질이 개선된다.
- 1983년 6월 6일　종합 텔레비전 음성다중방송 면허 취득.다음날부터 시험 방송 개시.그리고 3일 후인 10일부터 본방송 개시.
- 1991년 3월 21일　교육 텔레비전 음성다중방송 실시
- 2005년 10월 15일　디지털 텔레비전 시험전파 발사.
- 2005년 11월 21일　디지털 텔레비전 시험방송 실시.
- 2006년 2월 3일　디지털 텔레비전 아날로그 동시 시험방송개시(원세그 시험방송도 동시시작)
- 2006년 4월 1일　디지털 텔레비전 방송 개시.(동시에 원세그 방송도 개시했지만 원세그는 당분간, NHK 방송 센터의 프로그램을 방송한다.)
- 2007년 3월 18일　원세그방송 송출을 NHK 니가타 방송국에서 담당하기 시작
- 2011년 7월 24일 지상파 아날로그 텔레비전 방송 종료

## 콜사인·주파수

### 텔레비전 방송
- 종합 텔레비전 니가타본국 15ch(JOQK-DTV)
- 교육 텔레비전 니가타본국 13ch(JOQB-DTV)

### 라디오 주파수
| 방송국·중계국     | 주파수  | 비고                       |
| ----------------- | ------- | -------------------------- |
| 니가타 방송국     | 837kHz  | 콜사인은 JOQK, 출력은 10kW |
| 다카다 중계국     | 792kHz  |                            |
| 쓰난 중계국       | 1161kHz |                            |
| 이토이가와 중계국 | 999kHz  |                            |
| 가시와자키 중계국 | 981kHz  |                            |
| 고이데 중계국     | 1368kHz |                            |
| 도오카마치 중계국 | 1341kHz |                            |
| 무이카마치 중계국 | 1323kHz |                            |

| 방송국·중계국 | 주파수  | 비고                       |
| ------------- | ------- | -------------------------- |
| 니가타 방송국 | 1593kHz | 콜사인은 JOQB, 출력은 10kW |
| 다카다 중계국 | 1359kHz |                            |
| 쓰난 중계국   | 1539kHz |                            |

| 방송국·중계국         | 주파수  | 비고                         |
| --------------------- | ------- | ---------------------------- |
| 야히코 중계국         | 82.3MHz | 콜사인은 JOQK-FM, 출력은 1kW |
| 다카다 중계국         | 86.0MHz |                              |
| 쓰난 중계국           | 87.0MHz |                              |
| 이토이가와 중계국     | 85.1MHz |                              |
| 미나미우오노마 중계국 | 83.5MHz |                              |
| 아이카와 중계국       | 87.5MHz |                              |
| 노우 중계국           | 85.5MHz |                              |
| 다이와 중계국         | 83.5MHz |                              |
| 후야 중계국           | 85.6MHz |                              |
| 에치고유자와 중계국   | 85.3MHz |                              |
| 마쓰다이 중계국       | 84.4MHz |                              |
| 다카치 중계국         | 86.1MHz |                              |
| 야스즈카 중계국       | 85.2MHz |                              |
| 쓰가와 중계국         | 85.1MHz |                              |
| 료우쓰 중계국         | 86.9MHz |                              |

## 니가타현에 있는 다른 텔레비전·라디오 방송국
- TV 니가타 방송망(TeNY)(니혼 TV 계열)
- 니가타 TV21(UX)(TV 아사히 계열)
- 니가타 방송(BSN)(TV는 도쿄 방송 계열, 라디오는 JRN&NRN계열)
- 니가타 종합 TV(NST)(후지 TV 계열)
- FM라디오니가타(JFN 계열)
- 니가타현민 FM방송(독립 라디오 방송국)